# Massagris schisma
Massagris schisma is een spinnensoort in de taxonomische indeling van de springspinnen (Salticidae).
Het dier behoort tot het geslacht Massagris. De wetenschappelijke naam van de soort werd voor het eerst geldig gepubliceerd in 2006 door Maddison & Zhang.